# Geneviève Grad
Geneviève Gabrielle Grad (ur. 5 lipca 1944 w Paryżu; zm. 8 listopada 2024 w La Chaussée-Saint-Victor) – francuska aktorka teatralna, filmowa i telewizyjna.

## Życiorys
Znana jest przede wszystkim jako odtwórczyni roli Nicole Cruchot, filmowej córki kreowanej przez Louisa de Funèsa postaci żandarma Ludovica Cruchota, w komediach: Żandarm z Saint-Tropez (1964), Żandarm w Nowym Jorku (1965) i Żandarm się żeni (1968). Wspólnie z de Funèsem zagrała już wcześniej w filmie Kapitan Fracasse (1961).
Na początku lat 80. wycofała się z aktorstwa. Później zajmowała się handlem antykami. Mieszkała w Vendôme.
Od 1993 Jej mężem był architekt Jean Guillaume. Ze związku z Igorem Bogdanoffem miała syna Dimitrija (ur. 1976).
Zmarła 8 listopada 2024 w klinice w La Chaussée-Saint-Victor w następstwie choroby nowotworowej.